# 哈爾特巴赫河
50°45′45″N 7°04′56″E / 50.7624608°N 7.0823079°E

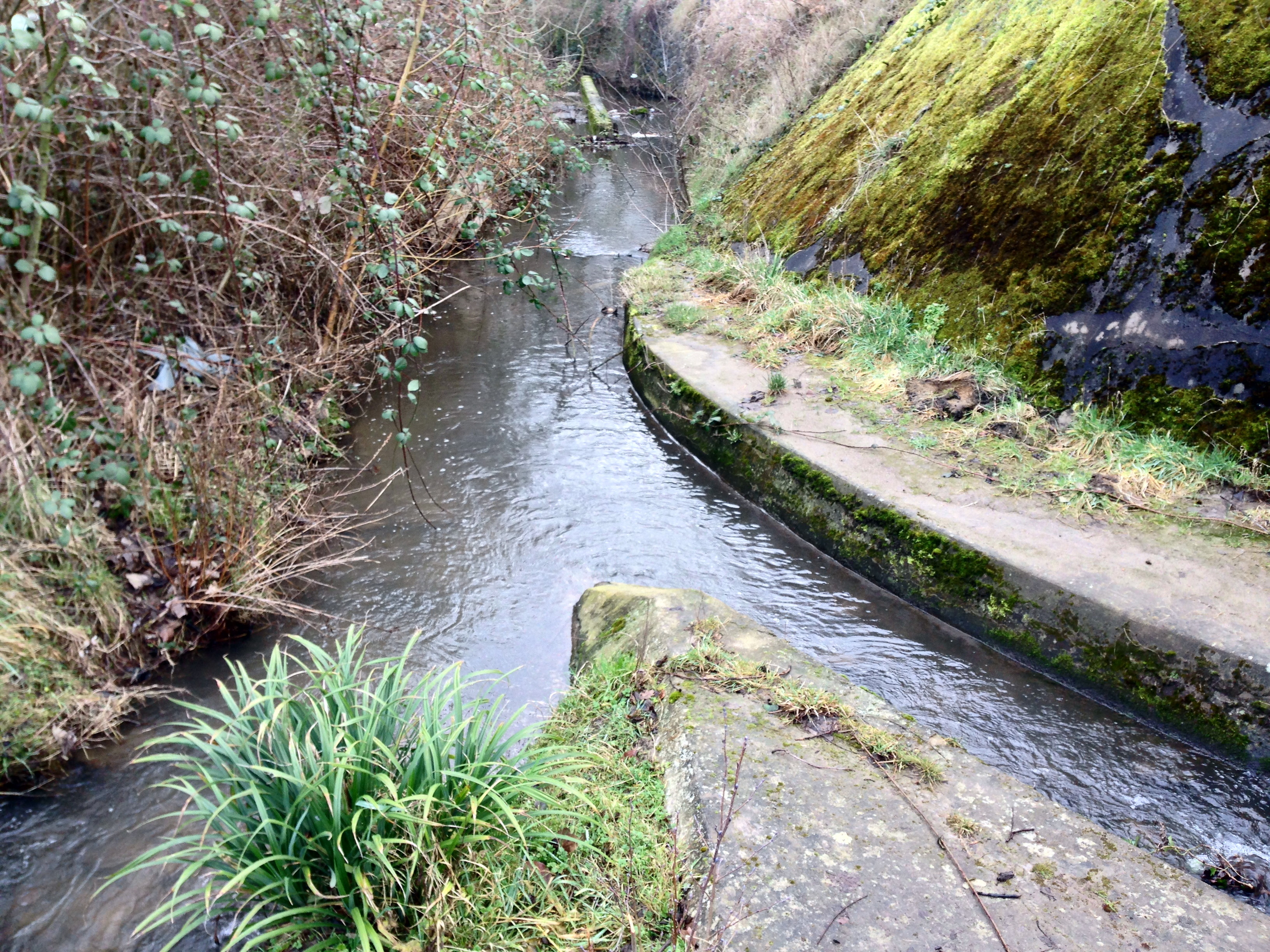

哈特巴赫河是德國的河流，位於該國西部，處於北萊茵-威斯特法倫州，屬於萊茵河的左支流，河道全長14.9公里，流域面積71.2平方公里，河畔城鎮有波恩。